# レラテック
レラテック株式会社（英社名： Rera Tech Inc.）は、環境とエネルギーにかかる課題を解決する環境コンサルタント企業である。

## 沿革
- 2020年（令和2年） - 神戸大学発ベンチャー企業として[2]レラテック株式会社設立

## 事業概要
風力発電に関する発電量予測・風況調査
公共団体や民間事業者が再生可能エネルギーを導入するために必要となる基礎調査（発電量予測や技術評価など）、アドバイス、企画・計画の立案等を行う。
風力発電所建設にかかる基礎調査としての発電量予測においては、風況観測塔やドップラー・ライダー（鉛直照射型）を用いた風況観測や、CFD（Computational Fluid Dynamics）モデル、気象モデルを用いた風況解析・予測も行っている。

## 企業名
通称RTI。
Reraとはアイヌ語で「風」を意する言葉である。